# Villapinzón
Villapinzón là một khu tự quản thuộc tỉnh Cundinamarca, Colombia. Thủ phủ của khu tự quản Villapinzón đóng tại Villapinzón Khu tự quản Villapinzón có diện tích ki lô mét vuông. Đến thời điểm ngày 28 tháng 5 năm 2005, khu tự quản Villapinzón có dân số 13130 người.